# Ирис черепитчатый
И́рис черепи́тчатый, или каса́тик серножёлтый, или касатик черепитчатый (лат. Iris imbricata) — вид многолетних травянистых растений рода Ирис (Iris) семейства Ирисовые (Iridaceae).

## Ботаническое описание

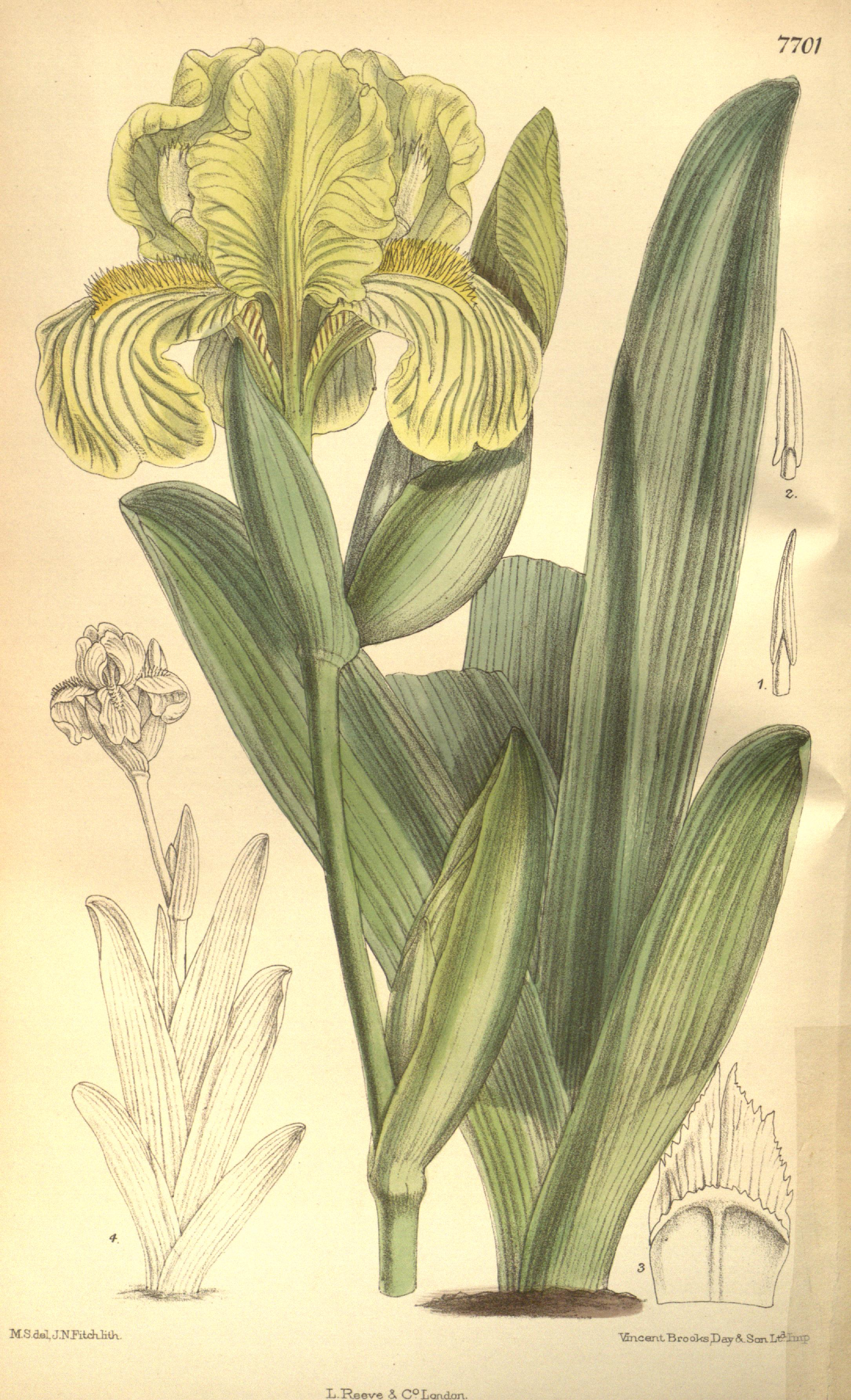

Побеги прямостоячие, листья расположены поочерёдно, по длине стебля, начиная с прикорневой розетки. Пластинка листьев линейная, основание имеет клиновидную форму. Листья могут достигать 30–40 см в длину и 2–3 см в ширину. Тонкий стебель, или плодоножка имеет длину 30–60 см. Цветки преимущественно жёлтого цвета, но могут переходить в оттенки белого, также наблюдаются пятна бурого и фиолетового цветов. Размер цветка — 5 см и более, количество лепестков — 6. Околоцветник актиноморфный. Плод представляет собой коробочку бурового или зелёного оттенков. Цветёт в мае, плодоносит в конце июля. 2n = 24.
Как и у многих ирисов, бо́льшая часть растения ядовита (корневище и листья), и ошибочный приём в пищу может привести к боли в животе и тошноте. При контакте с кожей возможно раздражение или аллергическая реакция.

## Ареал
К естественным зонам обитания ириса черепитчатого относятся сырые горные луга и степи, широколиственные леса и лесные поляны. Также встречается на увлажнённых горных склонах и обрывах горных ручьёв на высоте 800–2000 м над уровнем моря.
Распространён в юго-восточном Закавказье (Армения, Азербайджан и Грузия) и на территории Ирана вдоль юго-западного побережья Каспийского моря.